# Гранд-Готель (Львів)
Grand Hotel Lviv Casino&Spa (Гранд Готель) — один з найстаріших готелів м. Львова.

## Історія
Готель відкрився 1893 року. На той час він був найкращим у місті за рівнем комфорту. В готель було проведене електроосвітлення, інтер'єри були виконані в стилі необароко. На першому поверсі у перші десятиліття існування готелю розташовувалися чотири магазини, а на верхніх поверхах — 48 окремих номерів і ресторан. Крім свого прямого призначення, готель став центром світського життя, де часто влаштовувалися зустрічі та зупинялися імениті гості.
«Гранд-готель» складав єдиний комплекс з пасажем Гаусмана (тепер — проїзд Крива Липа). Після Другої світової війни у будівлі розміщувався готель «Львів» (пізніше — «Верховина»).
До 2010 р. готель прийняв понад 100 тисяч гостей із різних країн світу, серед яких відомі дипломати та політики, діячі шоу-бізнесу та кіно.
В 1990 році готель купила українка американського походження Марта Федорів. На реконструкцію готелю було витрачено $600000. В серпні 1992 року відновлений готель був відкритий. 3 грудня 1992 року двоюрідний брат Марти Федорів, менеджер готелю Богдан Мельничук загинув від снайперської кулі. Пізніше Марта Федорів рішенням суду була позбавлена права володіння готелем.
Станом на 2018 рік Готель належить Григорію Козловському.

## Будівля готелю
Двоповерхова будівля готелю, яка спершу була виконана в стилі ампір, декілька
разів реконструювалася. У 1892—1893 роках, будівля вперше суттєво перебудована за проектом Еразма Гарматника і отримала той вигляд, який в основному зберігся і понині.
У 1991—1992 роках будівлю готелю реконструйовано. Зокрема, відреставроване ліпне оздоблення фасадів, відтворено декоративне оформлення інтер'єрів, застосовано стильні елементи декору. При цьому використані граніт, мармур, художній паркет та ін. Фасад Grand Hotel Lviv прикрашений скульптурами Леонарда Марконі. 
Із 2014 р. готель знову закрито на масштабну реконструкцію.
На відкритті готелю після останньої реконструкції, яке відбулось 31 березня 2018 року, була присутня Періс Хілтон.

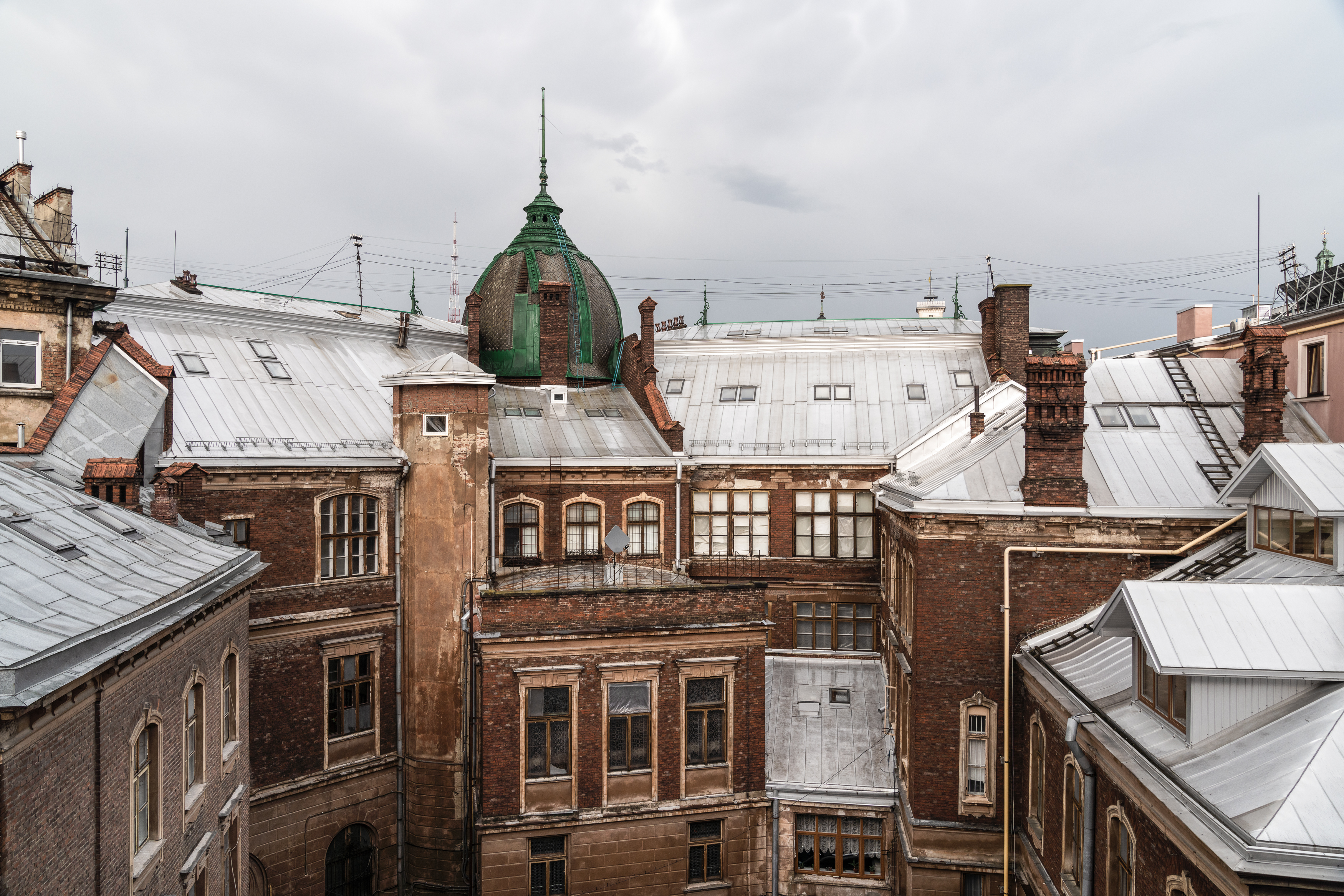

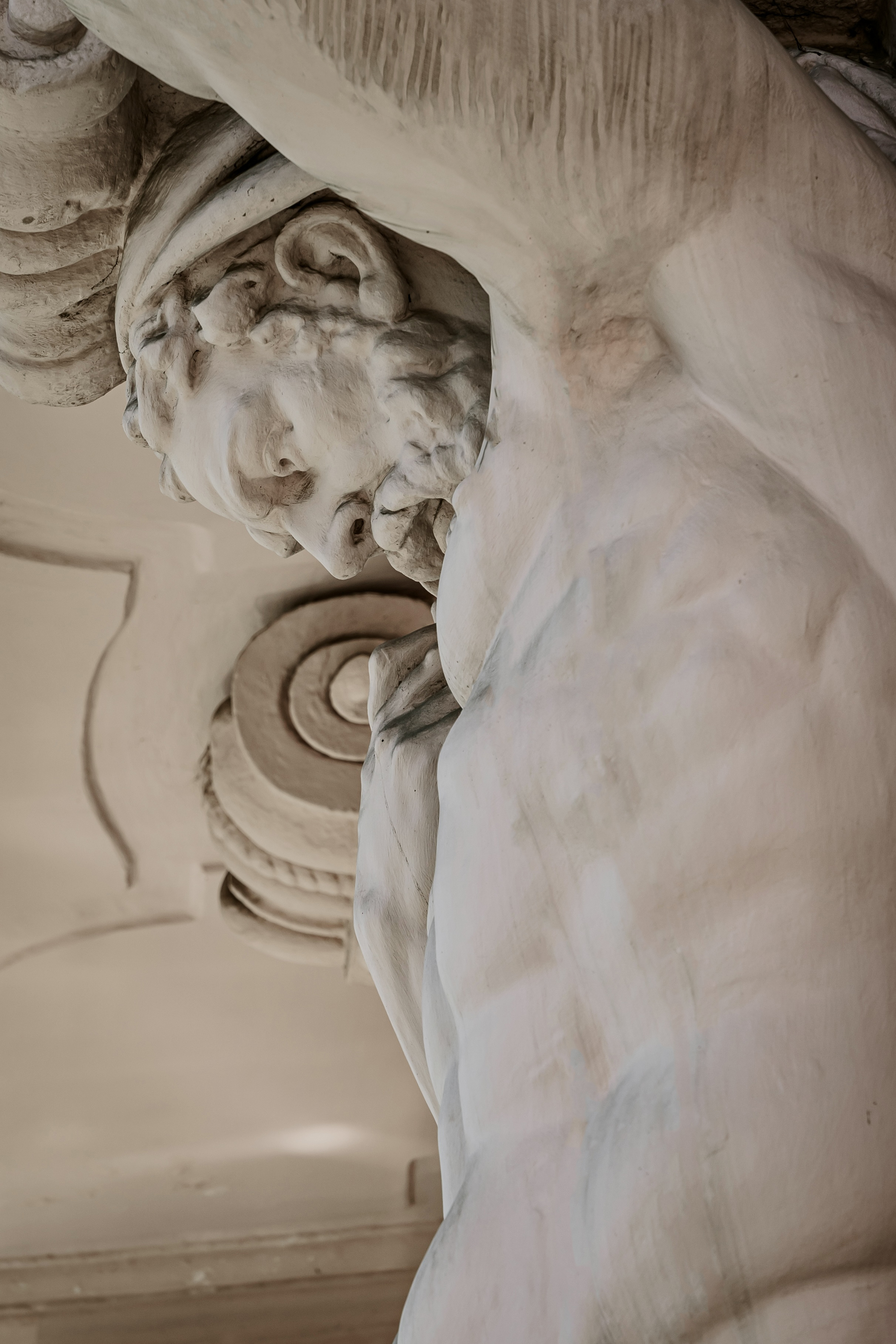
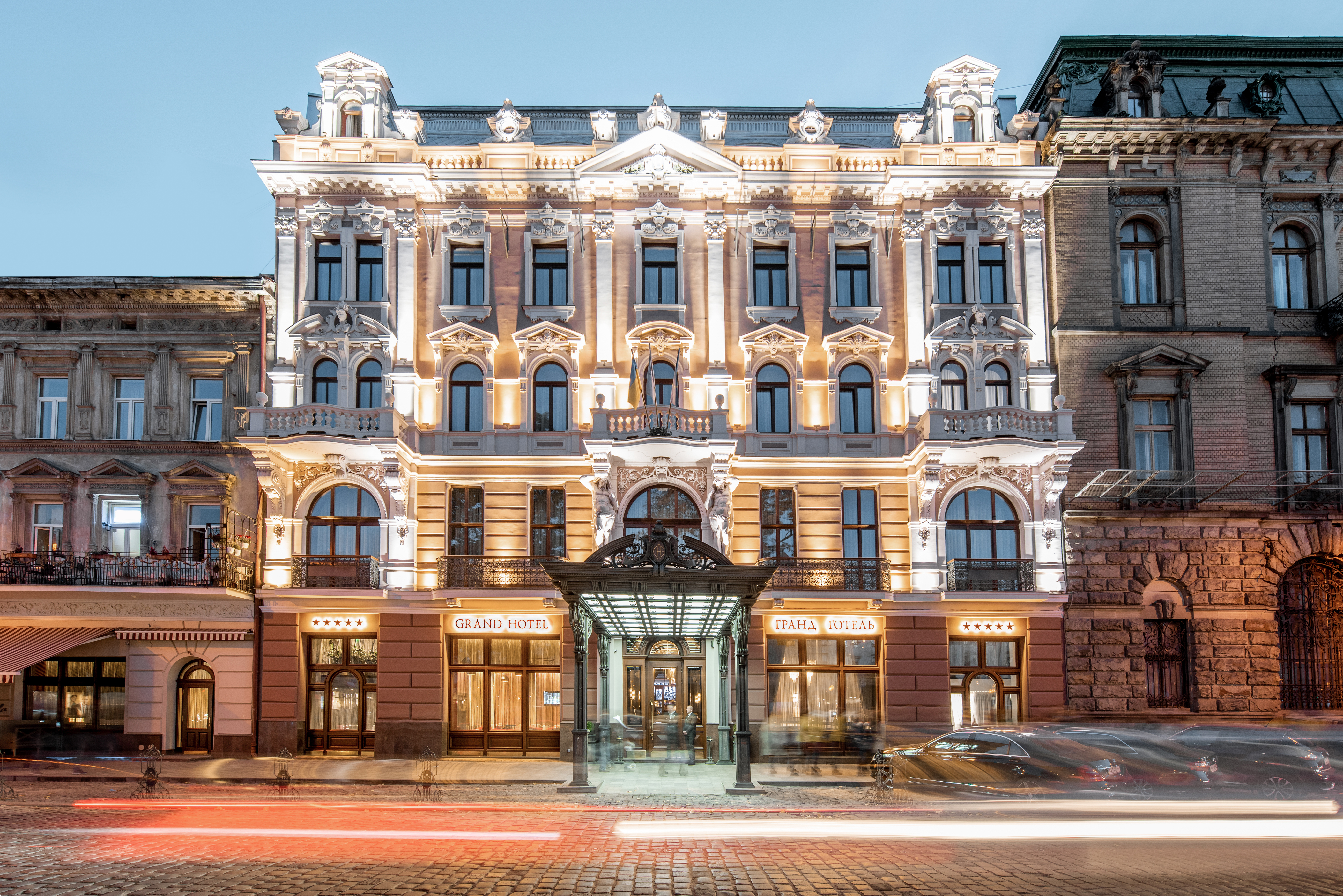